# Marilyn Ramenofsky
Marilyn Ramenofsky, född 20 augusti 1946 i Phoenix, är en amerikansk före detta simmare.
Ramenofsky blev olympisk silvermedaljör på 400 meter frisim vid sommarspelen 1964 i Tokyo.